# Арістідіос Афінський
Арістід (Арістідіос, Арістідій) Афінський (також святий Арістід або Марціан Арістід ; грец. Ἀριστείδης Μαρκιανός) — християнський грецький автор ІІ століття, який відомий насамперед як автор «Апології Арістіда». Його свято — 31 серпня в римо-католицькій церкві й 13 вересня — в православній.

## Біографія
Про Арістідія відомо дуже мало, за винятком згадки у вступах у Євсевія Кесарійського та святого Єроніма. Згідно з їх писань, Арістід займався філософією в Афінах, де жив, до і після свого навернення до християнства. Євсевій у своїй «Церковній історії» пише: «Аристид, вірний учень нашої релігії, залишив Апологію віри, присвячену Адріану». Євсевій і Ієронім стверджують, що вибачення було дано Адріану в той самий час, коли Кодрат Афінський просив вибачення. Це говорить про те, що Арістід подав свої вибачення під час правління Адріана (імператор Риму 117—138 роках), що підтверджує теорію, що Арістід помер між 133 і 134 роками нашої ери. Це також підтримується виразною мовою вибачення у вірменській версії. Їй суперечить лише другий надпис до сирійської версії, в якому говориться, що «Апологію» було дано імператору Антоніну Пію у 140 році. Якщо вважати, що його передав Арістід особисто, це виключає датування смерті Арістіда 133—134 роками нашої ери. Є припущення, що Євсевій був збентежений тим, що Антонін Пій прийняв ім'я «Адріан» (Цезар Тіт Елій Адріан Антонін Август Пій) і вважав, що це Адріан, якому було дано вибачення, а також, що Єронім ніколи не читав цей твір і скопіювали Євсевієву помилку випадково. Але Єронім каже, що «вибачення» збереглося в його часи, і він дає звіт про його зміст. Свідчення Євсевія та Єроніма та текст вірменської версії свідчать про те, що воно було передано Адріану, ймовірно, приблизно в 124—125 роках нашої ери.
Його «Апологія» є найдавнішим християнським апологетичним твором, що зберігся до сучасності. Іншими апологетами 2 століття були: святий Юстин Мученик, Кодрат, Арісто Пелльський, Таціан Сирійський, Мільтіад, Аполлінарій Ієрапольський, Афінагор Афінський, Ермій, Феофіл Антіохійський і Меліт Сардський .

## Твори

### Апологія Арістіда

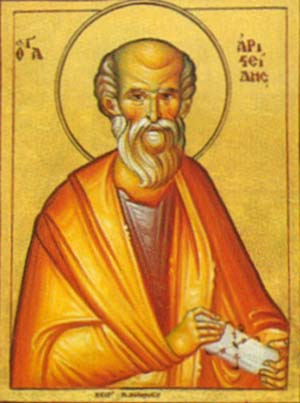
Святий Арістід візантійський стиль ікона

У 1878 році вірменський фрагмент вибачення під назвою «Імператор Адріан Цезар» від афінського філософа Арістіда був опублікований мехітаристами Сан-Лаццаро у Венеції з рукопису Х століття. Вірменський переклад був прийнятий більшістю вчених як давно втрачена «Апологія Арістіда»; однак дехто заперечував його автентичність, зокрема Ернест Ренан. У 1889 році автентичність фрагмента була підтверджена відкриттям повного сирійського перекладу Апології британським вченим Ренделем Гаррісом у монастирі Святої Катерини на горі Синай. Завдяки цьому новому відкриття Дж. А. Робінсон зміг показати, що робота Арістіда фактично збереглася і відредагована в релігійній книзі «Життя Варлаама та Йосафата» з VII століття. Інший фрагмент «Апології», що містить дві частини оригінального тексту грецькою мовою, був опублікований у 1922 році Британським музеєм на папірусах. Апологія Арістіда є найдавнішою християнською апологією, оскільки існує лише фрагмент давньої апології Квадрата.

У сирійському перекладі 1889 року Арістід починає свої вибачення, вказуючи своє ім'я, звідки він і що він передає його Антоніну Пію. У першому розділі він проголошує, що Бог існує тому, що існує світ, і що Бог «вічний, безпристрасний і досконалий». У другому розділі він пише, що в світі існують чотири раси; (1) варвари, (2) греки (включаючи єгиптян і халдеїв), (3) євреї та (4) християни. Потім він присвячує розділи 3–16 опису різних груп людей і того, як вони сповідують релігію. Варвари (розділи 3–7) поклоняються мертвим воїнам і стихіям Землі, які, як він стверджує, є діями Бога, тому вони не знають, хто є справжнім Богом. Греки (розділи 8–13) є наступними, тому що:
«…вони мудріші за варварів, але помилилися навіть більше, ніж варвари, оскільки ввели багато створених богів; деяких із них вони представляли як чоловіків, а деяких як жінок; і в такому Так, що деякі з їхніх богів були визнані перелюбниками і вбивцями, і ревнивими, і заздрісними, і гнівними, і пристрасними, і вбивцями батьків, і злодіями, і грабіжниками».
Іншими словами, Арістід називає грецьких богів розбещеними, аморальними й винними в тому, що вони люди. Він завершує свої розділи про греків, коментуючи релігійні вірування єгиптян, які, за його словами, є найбільш неосвіченими людьми на землі, оскільки вони не приймали вірування греків чи халдеїв і натомість поклонялися богам, створеним за зразком рослин і тварин. Євреї (розділ 14) коментуються лише в стислій формі. Арістід хвалить їх за поклоніння Богові як Творцю і всемогутньому, але стверджує, що вони «збилися зі шляху», тому що «їхнє служіння ангелам, а не Богу, оскільки вони дотримуються субот і молодиків, пасхи та великого посту, і піст, і обрізання, і чистота м'яса, чого вони навіть не дотримувалися досконало». У розділах 15 і 16 Арістід описує Божі заповіді й стверджує, що християни «ходять у всій покорі та доброті, і неправди серед них немає, і вони люблять один одного». Він пояснює, що «вони просять від Нього прохань, які Йому властиво дати і які їм одержати, і таким чином вони завершують хід свого життя». Він завершує вибачення в 17-му розділі, просячи імператора припинити переслідування християн і навернутися до їхньої віри; де він закінчує гарним описом християнського життя.

### Інші роботи
Є припущення, що Арістід є автором «Послання до Діогнета». Ця теорія підтверджується схожими стилями письма, описами християн, поводженням з євреями, а також іншими подібними. Наприкінці XIX століття абат Х. Дулсет був перш за все провідним голосом цієї теорії. «Послання до Діогнета» приписують Юстину Мученику, але без достатніх доказів. Арістіду також приписують проповідь на Луки 23:43.

## Внесок до інших авторів

### Ставлення до сучасників
Арістід — друга грецька християнська апологетика ІІ ст. Його стиль і теза дуже схожі на таких, як Квадрат, Арісто з Пелли, Юстін Мученик і автор Послання до Діогнета . Джером припускає, що вибачення Арістіда були об'єднаними думками філософів того часу, а потім наслідував Юстін Мартир. Негативно, Цельс використав Апологію для своїх аргументів проти євреїв і «також певні риси, які він використав, щоб насміхатися з Провидіння». Проте Оріген легко протистояв йому.

### Вплив на подальші писання
Пізніше «Апологія Арістіда» була адаптована у творі «Життя Варлаама та Йосафата» у VII столітті. У книзі Апологію розповідає язичницький філософ на ім'я Нахор, персонаж легенди про Варлаама та Йосафата. Невідоме використання Апології в книзі дозволило тексту зберегтися весь час і вплинути на християнське сприйняття буддизму. Лише з повторним відкриттям Апології в 1878 і 1889 роках вона знову з'явилася в підручниках з історії. Рендел Харріс, Дж. А. Робінсон та декілька європейських вчених надали деякі коментарі та дослідження тексту наприкінці ХІХ і на початку ХХ століть. Останнім часом було мало ревізіоністської історії про вибачення, за винятком статті Дж. К. О'Кіллея в 1958 році. Він припустив, що «Апологія» була єврейським твором ІІ століття, а потім була відредагована християнським письменником у IV столітті як християнська апологія. В. Фейрвезер, Д. В. Палмер та Мессі Гамільтон Шеперд-молодший використовували Апологію Арістіда та роботи інших апологетів, щоб підтримати свої теорії про ранньохристиянську думку та грецьких апологетів II століття.

### Цитати
1. ↑  Theodropolous, Aristides. Dr. Mystagogy Resource Center.
2. 1 2  Cayré, 1936.
3. 1 2  Jurgens, 1970.
4. ↑  Vinzent, Markus (14 березня 2019). Writing the History of Early Christianity: From Reception to Retrospection. Cambridge University Press. с. 205. ISBN 9781108480109. OCLC 1056203241.
5. ↑  W A Jurgens (1970). The faith of the early fathers : a source-book of theological and historical passages. Liturgical Press. с. 48. ISBN 9780814610213. OCLC 5256138.
6. ↑  Martin, Francis (14 жовтня 2011). The Feminist Question: Feminist Theology in the Light of Christian Tradition. Wipf and Stock Publishers. с. 21. ISBN 9781610977623. OCLC 760990581.
7. ↑  Eusebius of Cesarea; Cushman McGiffert, Arthur (18 грудня 2019). The Ecclesiastical History: Complete 10 Book Edition: The Early Christianity: From A.D. 1-324. с. 300.
8. ↑  Kurian, George Thomas; Lamport, Mark A. (7 травня 2015). Encyclopedia of Christian Education. Т. 3. Rowman & Littlefield. с. 578. ISBN 9780810884939. OCLC 1073758657.
9. ↑  Quasten, 1950.
10. ↑  Milne, 1923.
11. 1 2 3  Cayré, 1936.
12. 1 2  Harris, 1891.
13. ↑  Cayré, 1936.
14. ↑  See Harris, 1891 for a complete study of the Apology.
15. ↑  O'Ceallaigh, 1958.
16. ↑  Refer to Fairweather, 1905, Palmer, 1983 and Shepherd, 1938 for more information on early Christian thought and second century Greek apologists.

## Подальше читання
- Altaner, Berthold (1960). Patrology. New York: Herder and Herder.